# Timor thuộc Bồ Đào Nha
 Timor thuộc Bồ Đào Nha  là tên của Đông Timor khi lãnh thổ này bị Bồ Đào Nha chiếm đóng. Trong hầu hết thời gian này, Bồ Đào Nha chia đôi đảo Timor với Đông Ấn Hà Lan.
Những người châu Âu đầu tiên đến trong khu vực là người Bồ Đào Nha vào năm 1515. Các giáo sĩ Dòng Anh Em Giảng Thuyết bắt đầu hiện diện trên đảo năm 1556, và lãnh thổ này được tuyên bố là thuộc địa của Bồ Đào Nha năm 1702. Sau cuộc Cách mạng Hoa cẩm chướng tại Bồ Đào Nha, Indonesia tiến hành xâm lược Đông Timor vào năm 1975. Tuy nhiên, cuộc xâm lược và thôn tính này đã không được quốc tế công nhận. Do đó, Timor thuộc Bồ Đào Nha tồn tại chính thức cho đến khi Đông Timor độc lập vào năm 2002.

## Lúc đầu của quá trình thuộc địa hóa
Trước sự xuất hiện của các cường quốc thực dân châu Âu, đảo Timor là một phần của mạng lưới thương mại trải dài giữa Ấn Độ, Trung Quốc và kết hợp Đông Nam Á. Dứa là hàng hóa xuất khẩu chính của đảo. Cường quốc châu Âu đầu tiên đến khu vực này là Bồ Đào Nha vào đầu thế kỷ 16 tiếp theo là Hà Lan vào cuối thế kỷ 16. Cả hai đều tìm kiếm những truyền thuyết về Quần đảo Maluku. Năm 1515, Bồ Đào Nha lần đầu tiên đặt chân tới nơi gần vị trí Pante Macassar ngày nay. Thương gia Bồ Đào Nha xuất khẩu gỗ đàn hương từ hòn đảo này, cho đến khi cây này gần bị tuyệt chủng . Năm 1556, một nhóm các giáo sĩ Dòng Anh Em Giảng Thuyết thành lập làng Lifau.
Năm 1613, người Hà Lan kiểm soát của phía Tây của đảo . Trong ba thế kỷ sau, người Hà Lan đã thống trị toàn bộ quần đảo Indonesia với ngoại lệ của nửa phía đông của Timor, khi trở thành Timor thuộc Bồ Đào Nha. Người Bồ Đào Nha đem đến ngô là cây lương thực và cà phê là một loại cây xuất khẩu tới đây. Các hệ thống ở Timor kiểm soát thuế và lao động đã được bảo quản, thông qua đó các loại thuế được trả thông qua công lao động và một phần từ giá trị cà phê và gỗ đàn hương. Người Bồ Đào Nha đưa lính đánh thuê vào Timor và các tù trưởng người Timor thuê lính Bồ Đào Nha cho cuộc chiến chống lại các bộ tộc láng giềng. Với việc sử dụng súng hỏa mai Bồ Đào Nha, người Timor trở thành thợ săn hươu và các nhà cung cấp của sừng hươu cho xuất khẩu.
Người Bồ Đào Nha giới thiệu Công giáo La Mã đến Đông Timor, bảng chữ cái Latinh, hệ thống báo chí và trường học chính quy. Hai nhóm người đã được đưa tới Đông Timor: người Bồ Đào Nha, và Topasses (người châu Á gốc Bồ Đào Nha). Tiếng Bồ Đào Nha đã được đưa vào nhà thờ và doanh nghiệp nhà nước, và người châu gốc Bồ Đào Nha được sử dụng tiếng Malay ngoài tiếng Bồ Đào Nha. Theo chính sách thuộc địa, quốc tịch Bồ Đào Nha đã có sẵn để những người đồng hóa được tiếng Bồ Đào Nha, biết đọc biết viết, và có tôn giáo; tới năm 1970 có khoảng 1,200 người Đông Timor, chủ yếu xuất thân từ tầng lớp quý tộc và cư dân thủ đô Dili hoặc thị trấn lớn hơn đã được nhập quốc tịch Bồ Đào Nha. Đến gian đoạn cuối của chính quyền thuộc địa vào năm 1974, 30 phần trăm dân số của Timor là theo công giáo La Mã trong khi phần lớn vẫn tiếp tục tôn thờ thần linh của đất và bầu trời.

## Thành lập chính quyền thuộc địa

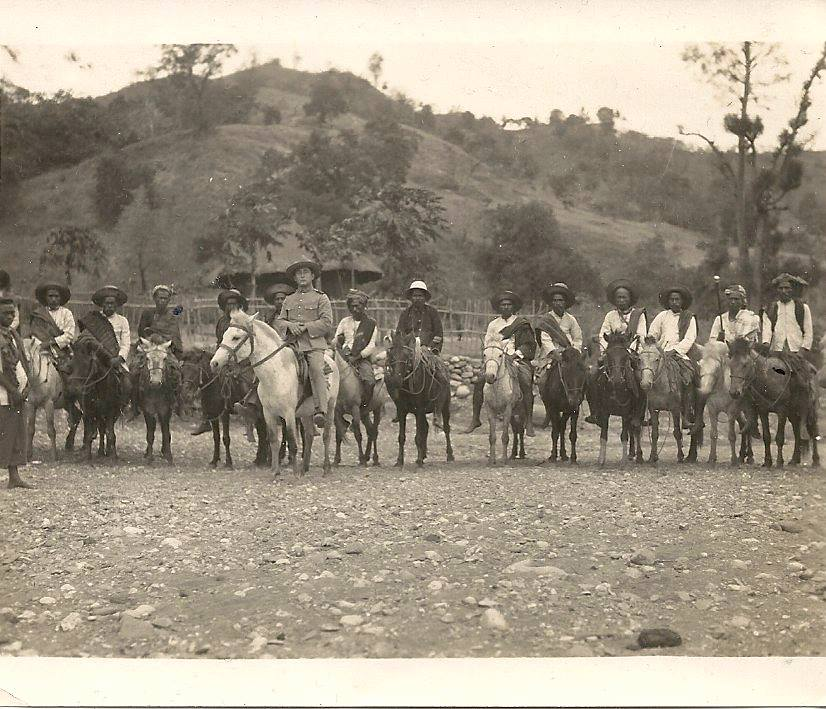
Chỉ huy người Bồ Đào Nha và những người lính địa phương vào năm 1930

Năm 1702, Lisbon gửi thống đốc đầu tiên của mình thành công. António Coelho Guerreiro tới Lifau, nơi trở thành thủ phủ cho tất cả lãnh thổ phụ thuộc Bồ Đào Nha ở Quần đảo Sunda Nhỏ, thủ phủ trước đây là Solor và Larantuka. Quyền kiểm soát của Bồ Đào Nha trên lãnh thổ mong manh, đặc biệt là vùng miền núi với khó khăn từ các tu sĩ Dòng Anh Em Giảng Thuyết, các cuộc tấn công thường xuyên của Hà Lan và việc người Timor cạnh tranh với các thương gia Bồ Đào Nha. Sự kiểm soát thuộc địa một cách rộng rãi chủ yếu ở khu vực Dili và chính quyền phải dựa vào các tù trưởng bộ lạc để có được sự kiểm soát và gây ảnh hưởng.
Thủ đô đã được chuyển đến Dili vào năm 1769, do các cuộc tấn công từ người Topasses, người đã trở thành người cai trị vương quốc của nhiều địa phương (Liurai). Đồng thời, người Hà Lan đã xâm chiếm phía tây của đảo và quần đảo xung quanh mà bây giờ là Indonesia. Biên giới giữa Timor thuộc Bồ Đào Nha và Đông Ấn Hà Lan đã chính thức được quyết định vào năm 1859 với Hiệp ước Lisbon. Năm 1913, người Hà Lan Bồ Đào Nha và chính thức đồng ý chia hòn đảo giữa hai đế quốc. Biên giới cuối cùng đã được quyết định bởi Tòa án Trọng tài thường trực vào năm 1916 và nó vẫn còn biên giới quốc tế giữa các quốc gia hiện đại của Đông Timor và Indonesia.
Với người Bồ Đào Nha, Đông Timor không có giá trị gì nhiều ngoài việc là một cơ sở thương mại đã bị thất thời cho tới tận cuối thế kỷ 19. Đầu tư vào hạ tầng, y tế và giáo dục ở mức tối thiểu. Gỗ đàn hương vẫn là mặt hàng xuất khẩu chính và cà phê cũng trở thành một mặt hàng xuất khẩu quan trọng từ giữa thế kỷ 19. Tại những nơi chế độ cầm quyền Bồ Đào Nha có vị thế vững chắc, sự cai trị thường mang tính khai thác và tàn bạo.

## Thế kỷ 20

Huy hiệu của Timor thuộc Bồ Đào Nha (1935–1975)

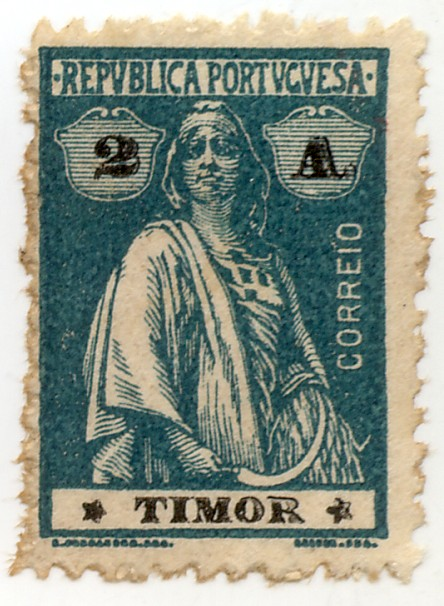
Tem của Timor thuộc Bồ Đào Nha

Đầu thế kỷ 20, nền kinh tế suy giảm trong nước buộc người Bồ Đào Nha phải bòn rút nhiều hơn nữa từ các thuộc địa và điều này đã dẫn tới sự phản kháng của người Timor. Trong giai đoạn 1910-1912, một cuộc nổi dậy tại Timor đã bị dập tắt sau khi Bồ Đào Nha đưa quân từ các thuộc địa của mình ở Mozambique và Macau, dẫn đến cái chết của 3.000 người Đông Timor
Trong những năm 1930, chính phủ Nhật Bản đã phát triển công ty Nan’yō Kōhatsu, với sự tài trợ bí mật của Hải quân Đế quốc Nhật Bản đầu tư mạnh vào một liên doanh với công ty trồng rừng chủ yếu của Timor thuộc Bồ Đào Nha, SAPT. Liên doanh hiệu quả kiểm soát nhập khẩu và xuất khẩu vào đảo vào giữa năm 1930 và mở rộng lợi ích của Nhật Bản liên quan đến rất nhiều chính quyền của Anh, Hà Lan và Úc.
Mặc dù Bồ Đào Nha là trung lập trong Chiến tranh thế giới thứ 2, vào tháng 10 năm 1941, Timor thuộc Bồ Đào Nha bị quân đội Hà Lan và quân đội Úc chiếm đóng trong một thời gian ngắn nhằm ngăn chặn trước một cuộc xâm lược của Nhật Bản vào hòn đảo này. Thống đốc người Bồ Đào Nha đã phản đối cuộc xâm lược, và các lực lượng Hà Lan đã quay trở về khu vực Hà Lan của hòn đảo. Người Nhật đổ bộ lên đảo và đẩy lùi lực lượng nhỏ của Australia ra khỏi Dili, 400 lính Úc và Hà Lan bị kẹt trên đảo. Trong giai đoạn người Nhật chiếm đóng, biên giới Hà Lan-Bồ Đào Nha đã bị bỏ vì đảo Timor chỉ do duy nhất quân đội Nhật quản lý. Những vùng nội địa núi non và bắt đầu trở thành chiến trường của một cuộc chiến tranh du kích, được gọi là Trận Timor và gây ra khoảng 1,000 thương vong cho Nhật Bản. Cuộc chiến đấu giữa các lực lượng Đồng Minh và người tình nguyện Timor chống lại Nhật Bản đã khiến khoảng từ 40,000 tới 60,000 người Timor thiệt mạng, nền kinh tế bị tàn phá và nạn đối lan rộng.
Sau khi chiến tranh chấm dứt, quyền cai trị của Bồ Đào Nha được tái lập. Trong khi đó phần Tây Timor trở thành một phần của Indonesia với sự kết thúc của Cách mạng Dân tộc Indonesia vào năm 1949. Để xây dựng lại nền kinh tế, chính quyền thực dân buộc chính quyền địa phương cung ứng lao động để cải thiện các hư hại ở ngành nông nghiệp. Vai trò của Giáo hội Công giáo ở Đông Timor đã tăng sau khi chính phủ Bồ Đào Nha bàn giao lĩnh vực giáo dục của Timor để Giáo hội quản lý trong năm 1941. Trong thời hậu chiến Timor thuộc Bồ Đào Nha, trình độ giáo dục tiểu học và trung học tăng đáng kể, mặc dù trên một nền tảng rất thấp. Dù mù chữ năm 1973 được ước tính khoảng 93 phần trăm dân số, các tầng lớp có học nhỏ của Đông Timor sản sinh ra từ Giáo hội trong những năm 1960 và 1970, đã trở thành những nhà lãnh đạo độc lập trong giai đoạn Indonesia chiếm đóng Đông Timor.

## Kết thúc sự kiểm soát của Bồ Đào Nha

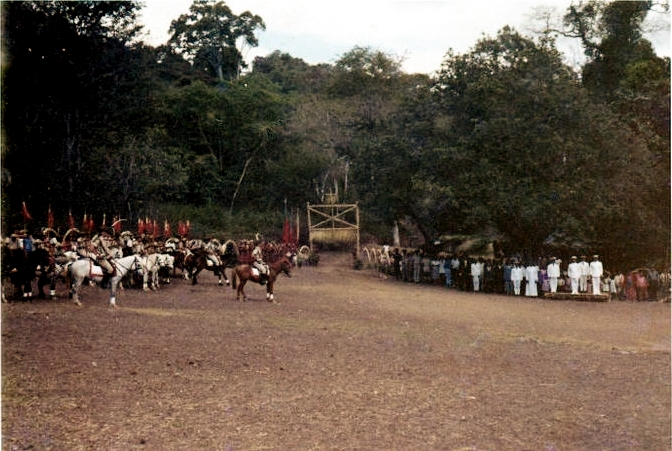
Kỵ binh Bồ Đào Nha ở Atabae (1970)

Sau một cuộc đảo chính năm 1974 (Cách mạng Hoa cẩm chướng) tại Bồ Đào Nha, chính phủ mới tại Bồ Đào Nha ủng hộ một tiến trình giải phóng dần những thuộc địa của Bồ Đào Nha ở châu Phi và châu Á. Khi đảng chính trị đầu tiên ở Đông Timor được hợp pháp hóa vào tháng 4 năm 1974, có ba tổ chức nổi bật lên. Liên minh dân chủ Timor (UDT) ủng hộ sự bảo hộ của Bồ Đào Nha, nhưng đến tháng 9 năm 1974 công bố ủng hộ sự độc lập của Đông Timor. Fretilin ủng hộ các học thuyết của chủ nghĩa xã hội, cũng như quyền độc lập và sau đó tự tuyên bố mình là người đại diện hợp pháp của nhân dân. Bên thứ ba là APODETI, nổi lên với sự ủng hộ Đông Timor gia nhập Indonesia và bày tỏ lo ngại một Đông Timor độc lập sẽ gây nên nền kinh tế suy sụp và dễ tổn hại. Vào ngày 28 tháng 11 năm 1975, Fretilin đơn phương tuyên bố độc lập của lãnh thổ.
Chín ngày sau, Indonesia xâm lược Đông Timor và tuyên bố Đông Timor là tỉnh thứ 27 của Indonesia với tên gọi chính thức là Timor Timur vào năm 1976. Tuy nhiên Liên Hợp Quốc đã không công nhận việc sáp nhập này. Thống đốc cuối cùng của Bồ Đào Nha tại Timor là Mário Lemos Pires 1974-1975. Sau khi kết thúc chiếm đóng Indonesia vào năm 1999 và Cơ quan Quản lý chuyển tiếp của Liên Hợp Quốc cho Đông Timor hoàn thành công việc, Đông Timor đã chính thức trở thành độc lập vào năm 2002.
Loại tiền tệ đầu tiên ở Đông Timor là Pataca Timor thuộc Bồ Đào Nha (được phát hành vào năm 1894) và sau năm 1959 là Escudo Timor thuộc Bồ Đào Nha, liên kết với các Escudo Bồ Đào Nha, đã được sử dụng. Năm 1975, tiền tệ cũ không còn tồn tại khi Đông Timor bị sáp nhập vào Indonesia và bắt đầu sử dụng rupiah Indonesia.